# 灰堆遗址
灰堆遗址，位于中国青海省海东市乐都区瞿昙乡斜沟门村，为青海省市县级文物保护单位，公布日期为1983年3月29日，类型为古遗址。
灰堆遗址的历史年代为新石器时代。